# 첸트랄니 다리

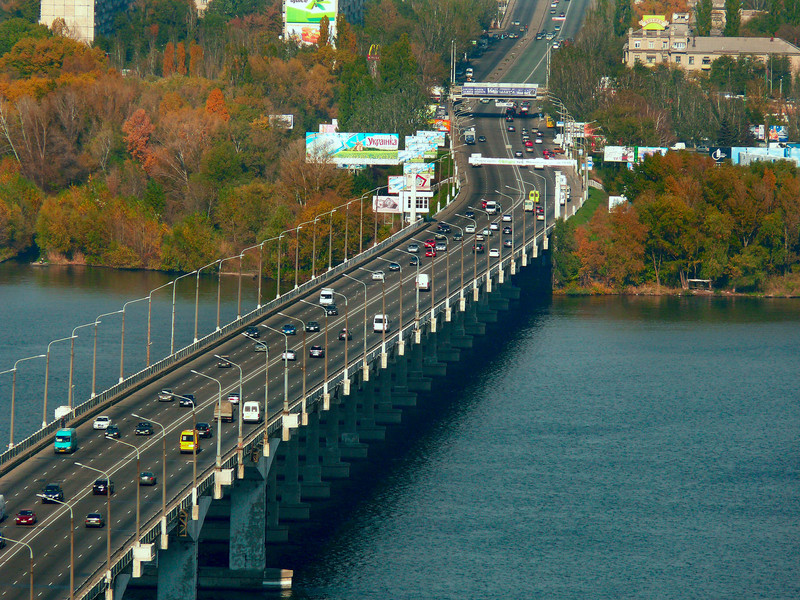
첸트랄니 다리

첸트랄니 다리(우크라이나어: Центральний міст)는 우크라이나 드니프로에 위치한 자동차 전용 다리로 전체 길이는 1,478m, 너비는 21m이다. 드네프르강(드니프로강) 좌안과 우안을 연결하며 드니프로 도심에 위치한 슬로보잔 대로를 연장하는 역할을 한다. 1964년에 공사를 시작하여 1966년에 개통되었으며 개통 당시에는 위대한 10월 50주년 기념 다리(우크라이나어: Міст імені 50-річчя Великого Жовтня)라는 이름을 사용했다.